# Austrosaropogon montanus
Austrosaropogon montanus är en tvåvingeart som beskrevs av Daniels 1991. Austrosaropogon montanus ingår i släktet Austrosaropogon och familjen rovflugor. Inga underarter finns listade i Catalogue of Life.